# Cormac Breathnach

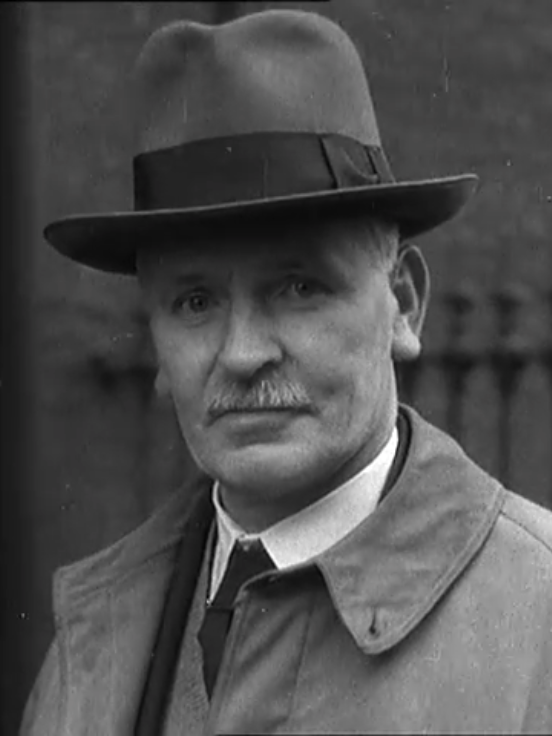
Cormac Breathnach (1933)

Cormac Breathnach (* nahe Cahersiveen, County Kerry; † 29. Mai 1956 in Dublin) war ein irischer Politiker und saß von 1932 bis 1954 im Dáil Éireann, dem Unterhaus des irischen Parlaments.
Breathnach wurde 1932 im Wahlkreis Dublin North für die Fianna Fáil in den 7. Dáil Éireann gewählt. Insgesamt wurde er sieben Mal wiedergewählt. Ab den Wahlen 1938 dann im Wahlkreis Dublin North-West. Bei den Wahlen 1954 zum 15. Dáil trat Breathnach nicht mehr an.
Breathnach war von 1933 bis 1955 Mitglied des Stadtrats von Dublin. Als solches bekleidete er von 1949 bis 1950 das Amt des Oberbürgermeisters der Stadt (Lord Mayor of Dublin).